# Köpcsényi eskü
A köpcsényi esküt 1527. július 31-én tette a sereg élén Magyarországra érkező I. Ferdinánd Habsburg uralkodó az akkor Moson vármegyéhez tartozó Köpcsényben, Szalaházy Tamás veszprémi püspök (1524-1528) kérelmére.
Ferdinánd  Szalaházy püspök előtt esküvel fogadta, hogy Magyarország szokásait és törvényeit megtartja és hű őre lesz mindannak, ami II. András alaptörvényül az Aranybullában lefektetett.
Ferdinánd  augusztus 20-án bevonult Budára Mátyás király kifosztott palotájába. Az ország nemeseinek legnagyobb része hozzá szegődött. Perényi Péter, a hozzá pártolt koronaőr kiszolgáltatta neki a Szent Koronát és Székesfehérvárra vitte, ahol november 3-án megtörtént a koronázás. Mielőtt Podmaniczky István nyitrai püspök a koronát Ferdinánd fejére tette, a nádor háromszor megkérdezte magyarul a templomot megtöltő nemesektől, hogy „Akarjátok-e Ferdinánd csehországi királyt királyotokul ?”. A nemesek háromszor válaszoltak neki: „Akarjuk!” Azután a király a Szent Koronával a fején, ősi szokás szerint, kilovagolt a városba, és a szabad ég alatt, a nép előtt ünnepélyes esküt tett, hogy az ország jogait, szabadságait, törvényeit tiszteletben tartja. A király latin nyelven elmondott esküjét a veszprémi püspök, az ott lévő tömegnek magyarul is elmondta.